# Brad Beyer
Brad Beyer (Waukesha, 20 de setembro de 1973) é um ator americano. Um dos seus papéis mais recentes é o personagem Stanley Richmond na série de televisão Jericho da rede de televisão CBS.
Também é conhecido pelo seu papel em "Trick" (Truques da Paquera), como o personagem "Rich"